# باولو سيزار موتا
باولو سيزار موتا (بالإسبانية: Paulo César Motta)‏ هو لاعب كرة قدم غواتيمالي في مركز حراسة المرمى، ولد في 29 مارس 1982 في مدينة غواتيمالا في غواتيمالا. شارك مع منتخب غواتيمالا لكرة القدم. أما مع النوادي، فقد لعب مع ميونيسيبال.

## وصلات خارجية
- باولو سيزار موتا على موقع قاعدة بيانات كرة القدم.إي يو (الإنجليزية)
- باولو سيزار موتا على موقع ناشيونال فوتبول تيمز (الإنجليزية)
- باولو سيزار موتا على موقع Soccerway.com (الإنجليزية)